# Prawo Hooke’a
Prawo Hooke’a – prawo mechaniki określające zależność odkształcenia od naprężenia. Głosi ono, że odkształcenie ciała pod wpływem działającej na nie siły jest proporcjonalne do tej siły. Stosunek naprężenia wywołanego przyłożeniem siły do powstałego odkształcenia, jest nazywany współczynnikiem (modułem) sprężystości.
Omawiana zależność pozostaje prawdziwa tylko dla niezbyt dużych odkształceń, nieprzekraczających tzw. granicy Hooke’a (zwanej też granicą proporcjonalności) i tylko dla niektórych materiałów. Prawo Hooke’a zakłada też, że odkształcenia ciała, w reakcji na działanie sił, następują w sposób natychmiastowy i całkowicie znikają, gdy przyłożone siły przestają działać. Takie uproszczenie jest wystarczające jedynie dla ciał o pomijalnie małej plastyczności i lepkości.
Ta prawidłowość została sformułowana przez Roberta Hooke’a w 1660 r. w formie ut tensio sic vis (łac. jakie wydłużenie, taka siła) i przekazana w postaci anagramu ceiiinosssttuv.

## Osiowy stan naprężenia i odkształcenia

Zależność obciążenia i naprężenia od odkształceń dla stali zwykłej z zaznaczonym zakresem stosowalności prawa Hooke’a

Najprostszym przykładem zastosowania prawa Hooke’a jest rozciąganie statyczne pręta. Bezwzględne wydłużenie takiego pręta jest wprost proporcjonalne do siły przyłożonej do pręta, do jego długości i odwrotnie proporcjonalne do pola przekroju poprzecznego pręta. Współczynnik proporcjonalności to moduł Younga E
{\displaystyle {\frac {F}{S}}=E{\frac {\Delta l}{l}},\quad \Delta l={\frac {lF}{SE}},}
gdzie:
{\displaystyle F} – siła rozciągająca,
{\displaystyle S} – pole przekroju poprzecznego,
{\displaystyle E} – moduł Younga,
{\displaystyle \Delta l} – wydłużenie pręta,
{\displaystyle l} – długość początkowa.
W przypadku pręta bądź drutu o stałej średnicy można to wyrazić prościej: wydłużenie względne jest proporcjonalne do działającej siły.
Stosując definicje odkształcenia i naprężenia można powiedzieć, że względne wydłużenie jest proporcjonalne do naprężenia, co można zapisać:
{\displaystyle \sigma =E\varepsilon }
gdzie:
{\displaystyle \varepsilon ={\frac {\Delta l}{l}}} – odkształcenie,
{\displaystyle \sigma ={\frac {F}{S}}} – naprężenie.

## Trójwymiarowy stan naprężenia i odkształcenia
Prawo Hooke’a dla ogólnego, trójwymiarowego stanu naprężenia w przypadku materiału izotropowego uogólnił w 1822 Augustin Louis Cauchy, poniżej podano uogólnioną postać prawa Hooke'a, jest ono tu zapisane w postaci układu równań:
dla naprężeń i odkształceń normalnych (liniowych)
{\displaystyle \varepsilon _{x}={\frac {1}{E}}[\sigma _{x}-\nu (\sigma _{y}+\sigma _{z})],}
{\displaystyle \varepsilon _{y}={\frac {1}{E}}[\sigma _{y}-\nu (\sigma _{z}+\sigma _{x})],}
{\displaystyle \varepsilon _{z}={\frac {1}{E}}[\sigma _{z}-\nu (\sigma _{x}+\sigma _{y})],}
dla naprężeń stycznych i odkształceń postaciowych (kątowych)
{\displaystyle \gamma _{xy}={\frac {\tau _{xy}}{G}},}
{\displaystyle \gamma _{xz}={\frac {\tau _{xz}}{G}},}
{\displaystyle \gamma _{yz}={\frac {\tau _{yz}}{G}},}
gdzie:
{\displaystyle \varepsilon _{x},\varepsilon _{y},} {\displaystyle \varepsilon _{z}} – składowe odkształcenia normalnego w punkcie,
{\displaystyle \sigma _{x},\sigma _{y},\sigma _{z}} – naprężenie normalne w punkcie,
{\displaystyle \gamma _{xy},\gamma _{yz},\gamma _{xz}} – składowe odkształcenia postaciowego w punkcie,
{\displaystyle \tau _{xy},\tau _{yz},\tau _{xz}} – naprężenie styczne w punkcie,
{\displaystyle G} – współczynnik sprężystości postaciowej (poprzecznej) lub moduł Kirchhoffa,
{\displaystyle E} – moduł Younga,
{\displaystyle \nu } – współczynnik Poissona.

### Zapis tensorowy
W ujęciu ogólnym (dla materiału anizotropowego) jako operator proporcjonalności stosuje się tensor sztywności {\displaystyle C}
{\displaystyle \sigma ^{ij}=C^{ijkl}\varepsilon _{kl}}
lub tensor podatności {\displaystyle D}
{\displaystyle \varepsilon _{kl}=D_{klij}\sigma ^{ij},}
gdzie sumowanie odbywa się wg konwencji sumacyjnej Einsteina.